# Southtown (chanson)
Singles de POD
Rock the Party (Off the Hook)
(2000)
Pistes de The Fundamental Elements of Southtown
Hollywood Checkin' Levels
Southtown est le premier single de POD, extrait de leur premier album sous un label majeur, The Fundamental Elements of Southtown. 
Le clip de Southtown a atteint la place #47 du classement TVU's 50 Best Videos of All Time.
Une première demo de la chanson est présente sur le Warriors EP, sorti trois mois avant The Fundamental Elements of Southtown. Southtown est aussi incluse dans la compilation MTV The Return of the Rock, sorti en 2000. C'est aussi la première piste de l'album Greatest Hits: The Atlantic Years.